# Eastman (Wisconsin)
Eastman ist eine Gemeinde (mit dem Status „Village“) im Crawford County im US-amerikanischen Bundesstaat Wisconsin. Im Jahr 2010 hatte Eastman 428 Einwohner.

## Geografie
Eastman liegt im Südwesten Wisconsins, 11 km östlich des Mississippi, der die Grenze zu Iowa bildet. Die Grenze zu Illinois liegt rund 110 km südlich. 
Die geografischen Koordinaten von Eastman sind 43°09′59″ nördlicher Breite und 91°01′03″ westlicher Länge. Das Gemeindegebiet erstreckt sich über eine Fläche von 9,35 km² und wird vollständig von der Town of Eastman umschlossen, ohne dieser anzugehören. 
Nachbarorte sind von Eastman sind Lynxville (11,9 km nordnordwestlich), Mount Sterling (20,1 km nordnordöstlich), Gays Mills (28,8 km nordöstlich), Steuben (14,9 km östlich), Wauzeka (19,5 km südöstlich) und Prairie du Chien (19,6 km südwestlich).
Die nächstgelegenen größeren Städte sind La Crosse (81,4 km nordnordwestlich), Wisconsins Hauptstadt Madison (148 km östlich), Rockford in Illinois (232 km südöstlich), die Quad Cities in Iowa und Illinois (233 km südlich) und Cedar Rapids in Iowa (191 km südsüdwestlich).

## Verkehr
In Eastman treffen die Wisconsin State Highways 27 und 179 zusammen. Alle weiteren Straßen sind untergeordnete Landstraßen, teils unbefestigte Fahrwege sowie innerörtliche Verbindungsstraßen.
Die nächsten Flughäfen sind der La Crosse Regional Airport (92,3 km nordnordwestlich), der Dubuque Regional Airport in Dubuque, Iowa (136 km südlich) und der Dane County Regional Airport in Wisconsins Hauptstadt Madison (156 km östlich).

## Bevölkerung
Nach der Volkszählung im Jahr 2010 lebten in Eastman 428 Menschen in 168 Haushalten. Die Bevölkerungsdichte betrug 45,8 Einwohner pro Quadratkilometer. In den 168 Haushalten lebten statistisch je 2,55 Personen. 
Ethnisch betrachtet setzte sich die Bevölkerung zusammen aus 98,8 Prozent Weißen; 1,2 Prozent stammten von zwei oder mehr Ethnien ab. 
25,9 Prozent der Bevölkerung waren unter 18 Jahre alt, 60,5 Prozent waren zwischen 18 und 64 und 13,6 Prozent waren 65 Jahre oder älter. 48,8 Prozent der Bevölkerung war weiblich.
Das mittlere jährliche Einkommen eines Haushalts lag bei 44.625 USD. Das Pro-Kopf-Einkommen betrug 19.669 USD. 3,8 Prozent der Einwohner lebten unterhalb der Armutsgrenze.